# (466411) 2013 SR80
(466411) 2013 SR80 es un asteroide perteneciente al cinturón de asteroides, descubierto el 30 de octubre de 2008 por el equipo Spacewatch desde el Observatorio Nacional de Kitt Peak (Arizona, Estados Unidos).